# 張才 (嘉靖進士)
張才（1506年—？），字茂參，陝西西安後衛官籍直隸江都縣人，明朝政治人物。

## 生平
西安府學生。嘉靖十年（1531年）辛卯科陝西鄉試第十六名舉人。嘉靖二十三年（1544年）中式甲辰科會試第一百二十八名，登第三甲第四十七名進士。授中书舍人，历官户部主事，二十九年九月奉命往北直募兵。三十一年七月给事中王国祯、御史徐绅勘上嘉靖二十九年以后户部钱粮侵耗之数，张才等人以出纳不平被逮问。

## 家族
曾祖張秤，指揮僉事 贈昭勇將軍都指揮僉事；祖父張敏，指揮僉事 贈昭勇將軍都指揮僉事；父張鵬霄，昭勇將軍陝西都司都指揮僉事。嫡母胡氏（封恭人 贈淑人）；繼母周氏；生母白氏。慈侍下。